# Appuntamento col ponte
Appuntamento col ponte (If Lucy Fell) è un film del 1996 diretto da Eric Schaeffer.
La pellicola vede tra i personaggi principali una dodicenne Scarlett Johansson.

## Trama
Lucy e Joe sono due amici alla soglia dei trent'anni che condividono un appartamento a New York. I due hanno un patto da circa dieci anni: se non troveranno il compagno della vita prima del compimento dei trent'anni si butteranno dal ponte di Brooklyn. 
 Joe è un pittore di successo e da cinque anni è innamorato di Jane, ma non ha il coraggio di dichiararsi, così la spia dall'appartamento, dipingendola in ogni quadro. Lucy, invece, frequenta diversi ragazzi, ma nessuno sembra colpirla veramente, nel frattempo lavora come psicoanalista. Entrambi condividono il sogno di aprire una scuola elementare da loro gestita. 
 Allo scadere del vecchio patto manca solamente un mese e i due dovranno darsi molto da fare per incontrare l'amore vero.